# Federico I Barbarroja
Federico I de Hohenstaufen (Friedrich I, en alemán, llamado Barbarroja por el color de su barba; Barbarossa, en italiano, Rotbart, en alemán; cerca de Ravensburg, 1122-Río Saleph, 10 de junio de 1190) fue desde 1147 duque de Suabia con el nombre de Federico III, desde 1152 rey de los Romanos y a partir de 1155 emperador del Sacro Imperio Romano Germánico.
El reinado de Barbarroja representó el apogeo del Sacro Imperio Romano Germánico, el primero que le dio ese nombre. Fue responsable de afianzar el poder imperial tanto dentro de Alemania como en el norte de Italia, cuyas ciudades-estado se habían hecho independientes de facto. También fue quien introdujo un cuerpo legislativo unificado, acudiendo de nuevo al derecho romano.
Sin embargo, la fama y el significado moderno de Federico Barbarroja está unido al nacionalismo alemán del siglo XIX. Barbarroja fue un referente para los nacionalistas alemanes que pretendían reunificar el país bajo un poder fuerte, como el del emperador. De hecho, la familia real prusiana pretendía legitimarse como soberanos de una Alemania unida por su relación con Barbarroja. Mientras Federico I era Rotbart o Barbarrossa, Guillermo I era Weißbart o Barbablanca.

## Nacimiento
El lugar de nacimiento de Barbarroja no se conoce con certeza. Su madre, Judith de Baviera, de la Casa de los Güelfos, dio a luz, según la única prueba documental, a su primer hijo en un castillo cerca de Altdorf, donde en la actualidad está la ciudad de Weingarten. Debido a que en la época era habitual que la madre diera a luz a los hijos en su patria, es probable que Federico naciera en la tierra de su madre. Sin embargo, no es seguro que este primer hijo fuera en efecto Barbarroja, debido a la elevada mortalidad infantil de la época.

## Vida

### Duque de Suabia
Como hijo del Hohenstaufen Federico II, el Tuerto, duque de Suabia, y de la güelfa Judith de Baviera, hija del duque Enrique el Negro de Baviera y Wulfhilda de Sajonia, Federico era heredero de las dos familias nobles enemigas que dominaban el Sacro Imperio en la época. Tras la muerte de su padre en 1147, se convirtió en su sucesor como duque de Suabia con el nombre de Federico III. Barbarroja continuó la política de su padre, concentrándose en los asuntos internos del ducado, mientras que su tío Conrado III se dedicaba a mantener y aumentar su poder como rey. Durante las discusiones sobre derechos entre Conrado y los Güelfos, parece ser que Federico mantuvo una posición neutral o incluso que intervino para proteger a los güelfos de Conrado.

### Los primeros años

#### Las circunstancias de la elección de rey
Tras la súbita muerte de Conrado III el 15 de febrero de 1152 en Bamberg, Barbarroja fue elegido rey de Romanos el 4 de marzo de 1152 en Fráncfort del Meno y coronado  el 9 de marzo en la capilla del palacio real de Aquisgrán, que corresponde al actual edificio de la catedral, por el arzobispo de Colonia Arnoldo II de Wied.
Esta inusitada rapidez solo se explica si se tiene en cuenta que Conrado III lo había planeado todo con anterioridad, en preparación a su viaje a Roma para ser coronado emperador. Pero los preparativos habían sido hechos para su propio hijo y no para Barbarroja, un procedimiento que era habitual para asegurar la continuidad dinástica debido al peligro que representaba un viaje largo. Según un testimonio escrito de Otón de Freising que ha llegado a nuestros días, Conrado cambió de opinión y finalmente decidió, poniendo el bien común por encima de los derechos dinásticos, proponer para la elección a rey a su sobrino Federico en vez de su propio hijo. Parece ser que temía que una regencia de su hijo de 8 años, visto el conflicto existente con Enrique el León, no trajese la deseada paz. Es dudoso que las explicaciones de Otón de Freising sean ciertas: Freising escribió su relato sobre las circunstancias de la elección cinco años después de la coronación de Barbarroja, cuando este ya estaba firmemente asentado en el trono. Es más probable que Federico de Suabia supiera reunir los apoyos de los diferentes —y a menudo enemistados— partidos a base de diplomacia. Hay informes de diversas reuniones entre Federico y los grandes del reino durante el tiempo en que el trono permaneció vacante, y es posible que durante esas conversaciones prometiera cargos y tierras y ganara votos para su causa. Entre otros, su primo Güelfo VI consiguió, tras la entronización de Barbarroja, un ducado y el título de diversos señoríos en Italia (Spoleto, Toscana y las islas Cerdeña y Córcega). Enrique el León logró Baviera un poco más tarde, en 1156, como pago por su voto. Baviera, que había sido ambicionada por Enrique durante largo tiempo, había sido arrebatada a la casa de Bamberg en la Dieta de Goslar de 1154. Enrique II Jasomirgott, que había sido nombrado duque de Baviera por ser medio hermano de Conrado III, fue resarcido por la pérdida. Antes de la entrega de Baviera a Enrique el León, se separó la marca oriental y se convirtió en el Ducado de Austria, que fue entregado a Enrique II Jasomirgott. Enrique III Jasomirgott se convertía así de nuevo en duque y no era vasallo de Baviera. Además consiguió algunos derechos especiales (véase más abajo en Desarrollo y cambios estructurales en el reino). El duque Ladislao de Bohemia fue nombrado rey de Bohemia en anticipación a sus servicios. A Bertold IV de Zähringen se le confirmó la representación del rey en Borgoña y la promesa de derechos en el Jura.
Además, con toda probabilidad, los príncipes electores vieron en Barbarroja un candidato que, a través del parentesco con Güelfos y Hohenstaufen, conseguiría apaciguar ambas casas en conflicto. Por parte de madre era güelfo, ya que su madre Judith era hija de Enrique el Negro, duque de Baviera, y hermana de Güelfo VII; por parte de padre era Hohenstaufen, sobrino de Conrado III, primo de Enrique II Jasomirgott y de Otón de Freising. De ahí que Otón de Freising lo llamase "lapis angularis" o piedra angular.
Del anuncio de la elección escrito por Wibald, abad de Stablo-Malmedy y Corvey, para el papa Eugenio III, se puede obtener el programa de Barbarroja: su principal objetivo era la restitución de los privilegios de la Iglesia y la dignidad del Imperio (honor imperii y sacrum imperium). Pero no se trata de un pensamiento nuevo. Pasajes del anuncio de la elección de Conrado III son casi idénticos y el tema también aparece en un escrito recordatorio del papa de enero de 1152.

#### Primeros pasos en la política imperial
Inicialmente, Federico se concentró en la pacificación del Imperio y relegó a segundo plano la candidatura a la corona del Imperio. La primera dieta imperial la realizó después de la Pascua de 1152 en Dortmund, a la que asistieron el arzobispo de Colonia, Arnold II, el duque de Sajonia Enrique el León, el duque Güelfo VI y Albrecht el Oso. El rey se presentaba por primera vez como señor en la parte sajona del Imperio. Una segunda dieta tuvo lugar en junio del mismo año en Merseburg. En esta se discutió el conflicto entre el arzobispo de Bremen, Hartwich, y Enrique el León, en el que se trataba del derecho a la creación de obispados en la costa báltica. No fue hasta la dieta de Goslar de 1154 cuando se acordó definitivamente que Enrique podía fundar obispados en su señorío. En Merseburg, Barbarroja también decidió la disputa sobre la sucesión al trono de Dinamarca a favor de Svend III y contra Knut, que estaba aliado con los Güelfos. El problema más importante de la política real, el conflicto entre Enrique el León y Enrique Jasomirgott por el ducado de Baviera, fue tratado, pero no fue solucionado. Así se desvió la expansión de los Güelfos hacia el norte.
A Merseburg siguió Ratisbona como siguiente estación de la gira inicial. Allí Federico recibió el homenaje de la nobleza bávara y llamó a la lucha contra Hungría, a lo que se negaron los príncipes. Probablemente el rey quería a través de este movimiento descargar a los Babenberg en su lucha contra los Güelfos en Baviera.

#### Preparación para la coronación de emperador
En octubre de 1152, en la dieta de Wurzburgo, Barbarroja fijó la fecha de su viaje a Roma para el otoño de 1154. Esta fecha tan tardía se explica habitualmente porque Barbarroja quería solucionar la querella entre los Babenberg y los Güelfos. Tras dar a conocer la fecha de su viaje a Roma, comenzaron las negociaciones entre Federico y la Curia Romana para fijar las condiciones para la coronación. El resultado fue el Tratado de Constanza, llamado así debido a que Barbarroja juró el documento en marzo de 1153 en la ciudad de Constanza. En el tratado, Barbarroja prometía someter a Roma y entregar la ciudad al papa, además de no firmar tratados de paz con los romanos o los normandos, restablecer y asegurar para el papa la soberanía sobre la Iglesia y enfrentarse a las ambiciones de Bizancio en Italia. Por su parte, el papa prometió coronar a Federico como emperador y apoyarlo en su ejercicio del poder, condenar al destierro a los elementos subversivos y participar en la expulsión de los bizantinos de Italia. El tratado tenía como fondo el peligro de que los territorios del sur de Italia pasasen como herencia a Bizancio, lo que hubiera creado una cabeza de puente del Imperio bizantino en la península itálica. Dentro de las negociaciones, Federico I consiguió además que el papa cambiara el arzobispo de Maguncia y los obispos de Minden, Hildesheim y Eichstätt, que eran cercanos al partido güelfo, por otros más de su gusto.
En septiembre de 1153, Barbarroja, a pesar de las condiciones del tratado de Constanza, reanudó las negociaciones con Bizancio, que databan de la época de Conrado III. El rey se ofreció a casarse con una princesa bizantina. Las negociaciones se paralizaron enseguida. El 9 de mayo de 1154, Anselmo de Havelberg viajó a Bizancio para salvar la posible alianza. Sin embargo, regresó pronto a mediados de 1155, por lo que Barbarroja todavía no tenía clara la política bizantina cuando comenzó el viaje a Roma.
En junio de 1154 Federico I convocó una dieta en Goslar. Enrique el León consiguió durante la reunión el derecho a investir obispos en territorios del Báltico. También en la cuestión del ducado de Baviera, Barbarroja decidió a favor de Enrique, aunque sin solucionar definitivamente el conflicto.

#### El primer viaje a Roma

Escudo de los emperadores de la casa de Hohenstaufen

En octubre de 1154 el ejército se puso en marcha hacia Roma. La situación en el sur de Italia había cambiado: Rogelio II de Sicilia había muerto en febrero y su hijo Guillermo I de Sicilia no era reconocido por el papa Adriano IV, a pesar de lo cual, Guillermo I continuaba negociando con la Curia Romana. Adriano temía una invasión bizantina del sur de Italia e insistía a Federico con el tratado de Constanza, a la vez que su enfrentamiento con el senado de la ciudad de Roma había empeorado. Federico se trasladó a Pavía, donde recibió la Corona y el título de Rey de Italia el 24 de abril en la Basílica San Miguel el Mayor. Moviéndose a través de Bolonia y Toscana, pronto se acercó a la ciudad de Roma. Federico y Adriano se encontraron por primera vez en Sutri, donde el rey alemán se negó a realizar el tradicional acto de humillación que se efectuaba al encontrarse con el papa, acto que consistía en llevar las riendas del caballo mientras el papa cabalgaba. Pero parece que este conflicto fue superado enseguida. Durante el camino común a Roma, el rey y el papa recibieron una comisión del senado de Roma que exigía el reconocimiento de la nueva constitución, el pago de 5000 libras de oro y además pretendía que el futuro emperador fuera coronado por la ciudad de Roma. Estas exigencias fueron rechazadas decididamente por Federico. En respuesta, la ciudad de Roma cerró sus muros al emperador y al papa, que solo tenía en aquella época bajo su control directo la ciudad papal extramuros en el Vaticano.
El 18 de junio de 1155, Adriano IV coronó a Barbarroja emperador del Sacro Imperio Romano Germánico en la basílica de San Pedro. Inmediatamente después de la coronación, el pueblo de la ciudad de Roma se levantó en armas, pretendiendo apresar al papa. Hasta la noche las tropas imperiales y papales lucharon contra los romanos. Tras la vuelta de la calma, Barbarroja no cumplió con el tratado de Constanza ni devolvió el poder sobre la ciudad al papa. Tampoco hubo ataque contra los normandos de Sicilia, a pesar de que enviados bizantinos, que habían contactado Federico I en Ancona para tratar sobre el matrimonio y una alianza, también habían exigido un ataque a Sicilia. Los príncipes que acompañaban al emperador se negaron a participar en un ataque. Toda otra negociación con Bizancio parece haber fracasado, ya que el Emperador de Oriente tomó contacto con los rebeldes de Apulia y olvidó las conversaciones con Federico I.
Como consecuencia del incumplimiento del tratado de Constanza, el papado y el emperador se enemistaron, lo que sería origen de discusiones futuras. Además, desde el punto de vista de Federico, la situación en Italia empeoraba. Con ayuda de los bizantinos, el levantamiento de Apulia se extendía. Los normandos peleaban con éxito contra los bizantinos y les arrebataron Brindisi, que había sido tomada por Bizancio poco antes. En vista de esta evolución, el papa Adriano IV se decidió a firmar el tratado de Benevento en 1156 con los normandos. En los siguientes años, los normandos se convirtieron en protectores del papa, sobre todo frente a la ciudad de Roma, y como consecuencia poniendo en entredicho la posición del emperador. Así, el tratado de Benevento se convirtió en un instrumento importante de la separación entre el emperador y el papa.

#### Cambios estructurales en el Imperio
Tras una decisión inicial en Goslar sobre el tema del ducado de Baviera a favor de Enrique el León, Federico I comenzó a negociar en septiembre de 1155 con Enrique Jasomirgott sobre la compensación por la pérdida del territorio. Al no llegar a ningún acuerdo, Barbarroja hizo jurar a los grandes de Baviera fidelidad a Enrique el León en Ratisbona. Formalmente el ducado quedó en manos de los Babenberg hasta el 8 de septiembre de 1156. A pesar de que Enrique Jasomirgott no quería renunciar a su señorío ni siquiera así, se llegó a un acuerdo hacia la Pascua de 1156, que se fijó por escrito en el Privilegium Minus: los Babenberg mantendrían el título de duque, pero tendrían que retirarse al antiguo margravato de Austria, mientras que los Güelfos conservarían el resto de Baviera. Así se dio el primer paso para el desarrollo de Austria como territorio independiente.
Antes del 2 de marzo de 1147, Federico se había casado en Eger con Adelaida de Vohburg, hija del margrave Diepold III de Vohburg y Cham y heredera del Egerland. El matrimonio, sin hijos, fue anulado en marzo de 1153 en Constanza, lo que no impidió que el emperador entregara Egerland a su primo Federico de Rotemburgo. Adelheid volvió a casarse con el miembro güelfo de la dieta de Ratisbona, matrimonio que está atestiguado entre 1152 y 1180.
El 17 de junio de 1156 Federico I se casó en Ravensburg de segundas nupcias con la menor Beatriz de Borgoña (1145 – comuna de johué (Dole), 15 de noviembre de 1184), hija del conde Reinaldo III de Borgoña y heredera al condado libre de Borgoña (actualmente el Franco Condado). Esta boda y los bienes que proporcionó, le dieron ese mismo año el título de conde de Borgoña y le permitieron cruzar los Alpes de forma más fácil por el oeste, pero apenas aumentaron su influencia en la zona. La coronación de Federico y Beatriz como reyes de Borgoña solo se realizó el 20 de julio de 1178 en la catedral de san Trófimo de Arlés (él) y en agosto de 1178 en Vienne (ella).
Durante esta época, Federico cambió la estructura señorial en todo el Imperio. Por ejemplo, convirtió el fodrum, que la nobleza italiana debía entregar al emperador tras su coronación, en un impuesto regular. Junto con los pagos de las ciudades italianas, este movimiento dio un fuerte empujón a la naciente economía monetaria. También la estructura del ejército se modificó. Además de los nobles obligados por juramento, cada vez se emplean más soldados.
El poder territorial del emperador se extendió sobre todo por el aumento de los territorios reales en Turingia y por la fundación de las ciudades de Pegau y Chemnitz.

### La política italiana

#### El conflicto con el papado

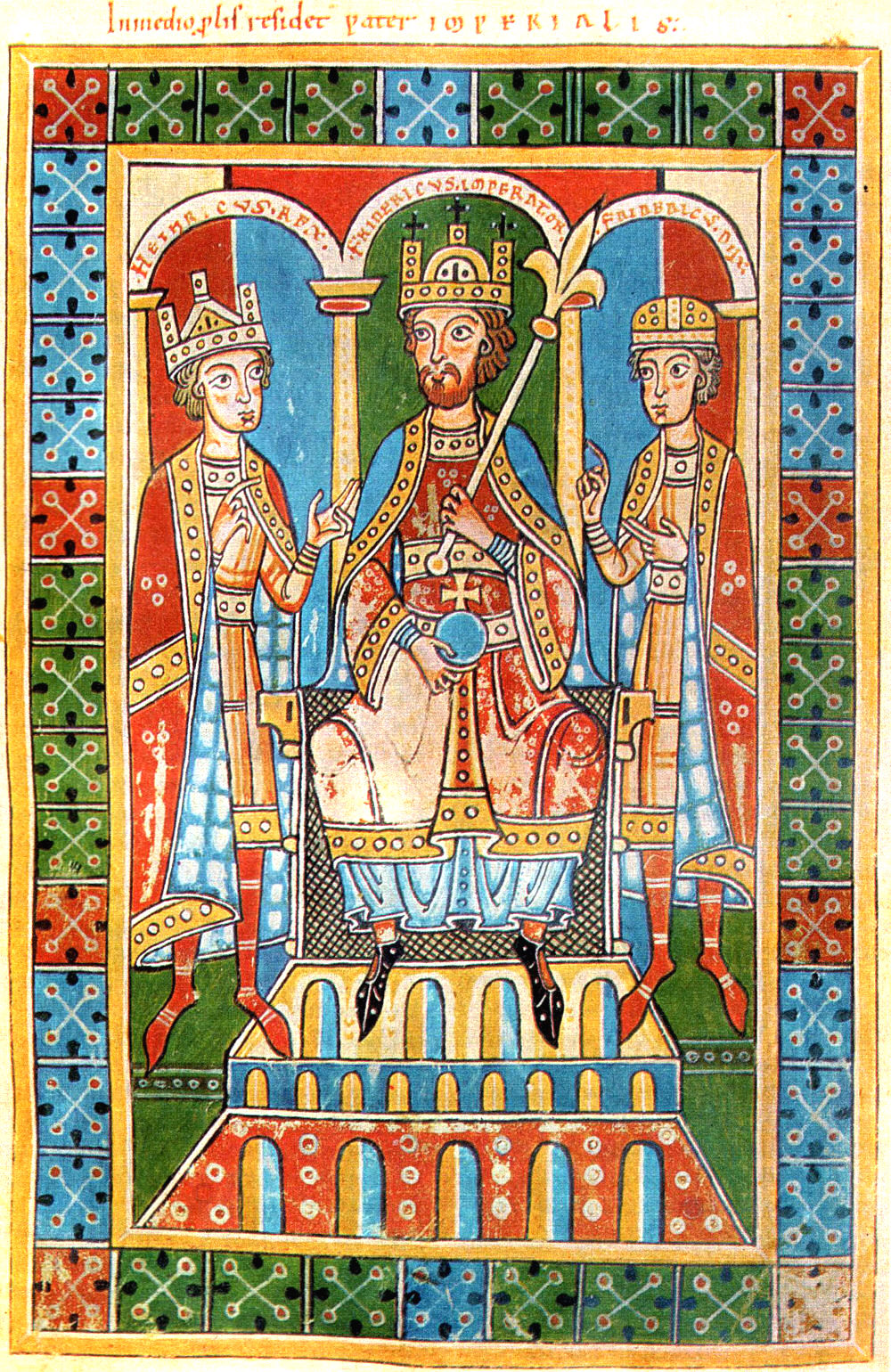
Barbarroja y sus hijos – Miniatura de la Crónica del Mundo

Su primer viaje a Roma no solo sirvió para obtener la corona imperial, sino que, al igual que los cinco viajes siguientes, persiguió asegurarse del control absoluto de la Italia perteneciente al Imperio, sobre todo las ciudades lombardas. El objetivo era asegurar el honor imperii, que en resumidas cuentas eran los derechos señoriales del emperador.
Antes del viaje, Federico tuvo que reunir aliados. Así, por ejemplo, intentó mejorar sus relaciones con los Babenberg, que se habían tenido que retirar a Austria, con una fallida campaña militar en verano de 1157 en la que intentaba recolocar en el trono ducal de Polonia a Ladislao II, emparentado por matrimonio con los Babenberg. En enero de 1158 elevó al duque Ladislao II de Bohemia, también emparentado con los Babenberg, a rey de Bohemia. Se aseguró la buena voluntad del arzobispo de Brema decidiendo en contra del papa en la disputa entre el arzobispado de Bremen y el de Lund acerca de la supremacía sobre la iglesia en el norte del Imperio. Además permaneció inactivo cuando el arzobispo Eskil de Lund fue apresado en Borgoña durante su viaje de vuelta de Roma. A la vez, con ello pretendía influir en la disputa sobre la sucesión de la corona danesa.
En octubre de 1157 Barbarroja convocó una dieta en Besanzón con el fin de subrayar sus derechos señoriales en Borgoña. Allí, dos legados papales exigieron la liberación de Eskil de las manos de los partidarios del emperador. Se produjo un escándalo a causa de un comentario —más bien secundario— en el que se denominaba como beneficium el título de emperador. Esto, que podía traducirse como feudo o como buena acción, fue traducido por Reinaldo de Dassel, desde 1156 canciller imperial y uno de los más íntimos confidentes del emperador, como feudo. Hay que señalar que los enviados papales se encontraban presentes y no protestaron por la traducción. Cuando, como consecuencia, se registró el equipaje de los legados, se hallaron numerosos privilegios previstos para los obispos alemanes, con los que se quería minar la autoridad del emperador a favor del papa. Estas dos provocaciones se convirtieron en puntos centrales de una campaña de propaganda contra el papado, con la que Federico consiguió el apoyo de la mayoría de los obispos alemanes. Estos prohibieron al clero la apelación a la curia romana.
Se desataron las hostilidades y comenzaron a publicarse escritos contra Adriano IV, postulando Federico I que el Papado debía subordinarse al Imperio.
Se pretendía recortar la influencia del sumo pontífice, lo que venía bien tanto al emperador como a los obispos en su búsqueda de mayor independencia de Roma. La aclaración del Papa Adriano IV en junio de 1158, de que no había querido decir feudo, sino buena acción (Beneficium: non feudum, sed bonum factum) fue en vano. El papa tampoco pudo evitar la campaña italiana tomando contacto con Enrique el León.

#### La segunda campaña italiana
En septiembre de 1158, el ejército de Barbarroja golpeó Milán, en noviembre convocó un régimen en los campos de Roncaglia que debía regular la administración italiana. El emperador formó una comisión de expertos en Derecho de la Universidad de Bolonia (que era famosa por sus juristas) para que redactaran las llamadas leyes de Roncaglia. Para la realización de estas leyes, los juristas se apoyaron en el derecho romano y dieron preferencia a los derechos del emperador frente al ius commune. Según estas leyes, las comunas tenían que dejarse confirmar las regalías por el emperador, lo que dio origen más tarde a que varias ciudades se rebelaran. La dieta se considera como el inicio de una política estructurada de Barbarroja en Italia.
En la dieta y en el descanso invernal que le siguió, las visiones del Estado que tenían el emperador y el papa chocaron: tras la ampliación de la reestructuración administrativa de Federico hacia los territorios italianos reclamados por el papa, sobre todo a diferentes obispados y los Territorios de Matilde en la Toscana, así como el comienzo de negociaciones con la ciudad de Roma, en la primavera de 1159 apareció una delegación papal en la corte imperial para exigir que se retiraran esas nuevas regulaciones. Barbarroja desoyó a los legados con el argumento de que los obispos no poseían territorio propio, sino que sus señoríos se encontraban en territorio del Imperio, sobre el que él, como emperador, tenía la potestad. Al mismo tiempo, el papa inició negociaciones con Milán, que preparaba de nuevo un ataque militar al emperador, mientras que Barbarroja recibía, al mismo tiempo que a los legados papales, a una delegación de la ciudad de Roma.

#### El cisma
Federico envió a tratar con el papa Adriano a Otón de Wittelsbach. Pero antes de que pudiera actuar en Roma, Adriano IV murió el 1 de septiembre de 1159. El cónclave de cardenales estaba dividido, de forma que tras la votación, Alejandro III reclamaba el trono papal por el partido italiano y Víctor IV por el partido imperial. Alejandro obtuvo el apoyo de la mayoría de los cardenales, mientras que Víctor fue aclamado por el pueblo de Roma. Federico convocó en 1160 un concilio en Pavía para aclarar la cuestión de la sucesión. La acción se desarrollaba dentro de la idea imperial formulada por Federico, que se apoyaba en el derecho antiguo y en la tradición de los emperadores sálicos, por la que el emperador actuaba como abogado de la Iglesia y decidía en caso de elecciones papales reñidas. Sin embargo, incluso el derecho del emperador a convocar un concilio no estaba claro. A la vez, Alejandro envió escritos a todo el mundo cristiano para abogar por su derecho al trono. En febrero de 1160, el concilio se reunió en la catedral de Pavía. Los partidarios de Alejandro no fueron admitidos, por lo que Víctor fue confirmado como era de esperar. En general, el acuerdo del concilio fue ignorado en gran parte de Occidente por su escasa participación. Sobre todo el clero italiano y francés, así como una parte del clero alemán, no reconocieron el concilio ni a Víctor.
El cisma también tuvo consecuencias fuera de Alemania, ante todo en Francia e Inglaterra. En 1159 Federico invitó a Enrique II de Inglaterra y Luis VII de Francia a una solución común de la cuestión papal, con lo que intentaba conseguir avanzar la causa de Víctor. Estos intentos fracasaron al reconocer ambos monarcas a Alejandro.
Mientras, las luchas militares continuaban en Italia. Tras la capitulación de Milán en 1162 y su destrucción, Federico se encontraba en el punto máximo de su poderío militar en Italia. En vista de estas circunstancias favorables, planeó un ataque a Sicilia, aprovechando una revuelta de la nobleza local. Sin embargo, los preparativos se interrumpieron en junio, tras la victoria del rey normando sobre la nobleza y la imposibilidad de emplear la flota necesaria ocupada en la lucha entre Pisa y Génova.
Seguidamente Federico reforzó sus esfuerzos diplomáticos en Francia. El objetivo era un tratado de amistad y el reconocimiento de Víctor frente a Alejandro, huido a Francia. Se acordó una reunión entre el emperador, el rey y los dos papas para agosto de 1162 en el puente sobre el Saona en Saint-Jean de Losne. Si un papa no se presentaba a la reunión, el otro sería reconocido como legítimo. Alejandro se negó a participar en el encuentro, por lo que Luis VII pidió que se postergara. Federico convocó un concilio en el lugar previsto de la reunión, por lo que Luis se consideró liberado de sus promesas. Federico no consiguió imponer en el concilio a Víctor IV, lo que se considera la mayor derrota política de Barbarroja.
Tras la muerte de Víctor IV en abril de 1164, parecía que el cisma estaba resuelto. Sin embargo, dos días después, Reinaldo de Dassel hacía votar en Luca al cardenal Guido de Crema papa con el nombre de Pascual III sin el conocimiento de Federico I. Esta acción produjo una resistencia muy importante, sobre todo en la Italia septentrional, en la Confederación de Verona, pero también cada vez más en Alemania. Innumerables obispos y religiosos, ante todo en Borgoña, reconocieron a Alejandro. También nobles se pasaron al bando de Alejandro. El más importante fue Rodolfo de Zähringen, que ya había firmado una alianza con Luis VII en 1162. La principal razón era que a su hermano Berthold IV de Zähringen se le habían quitado numerosos derechos en Borgoña y a él mismo se le había negado el nombramiento del arzobispo de Maguncia.
La situación era cada vez más crítica y Federico reaccionó con un esfuerzo diplomático. En el centro de las discusiones con los reyes de Francia e Inglaterra estaba la liberación de Jerusalén en una cruzada. Así quería cerrar la brecha entre los reinos cristianos y la vez reducir las tensiones con Alejandro. Poco después de la Pascua de 1165, Rainaldo de Dassel visitó a la corte inglesa en Ruan y negoció el matrimonio de dos hijas de Enrique II de Inglaterra con un hijo de Barbarroja y uno de Enrique el León. Pero las demás negociaciones tomaron un camino sorprendente: Rainaldo siguió al rey Enrique II a Inglaterra y allí lo convenció de abandonar a Alejandro y reconocer a Pascual III. Como razón se señala la enemistad de Enrique II con Thomas Becket.
Inmediatamente después de su viaje a Inglaterra, Rainaldo logró en una dieta celebrada en Wurzburgo el Juramento de Wurzburgo: Federico y muchos príncipes y obispos, pero de ninguna forma todos, juraron no reconocer nunca a Alejandro III o a sus sucesores como papa. Se esperaba así un frente común con Inglaterra contra el papa. En la dieta, Barbarroja destituyó al arzobispo de Maguncia, Conrado. Seguidamente intentó imponer su postura en la región de Salzburgo, donde Alejandro mantenía el apoyo.
En paralelo a estas disputas políticas, Barbarroja intentaba dar un peso teológico a la parte alemana del Imperio. En 1164 se llevaron los huesos de los Reyes Magos a Colonia. En Navidad de 1165 Carlomagno fue santificado en Aquisgrán, para conseguir a través de un santo nacional una mejor legitimación, ya que Carlomagno tenía un papel importante en la idea que tenía Enrique del Imperio. Sin embargo, estos actos tuvieron poco eco en el exterior del Imperio.
Entretanto, el Juramento de Wurzburgo apenas tuvo impacto. Tampoco Enrique II de Inglaterra persiguió activamente a Alejandro, puesto que tras el asesinato de Thomas Becket (del que Enrique era por lo menos responsable en parte) el rey dependía del apoyo de Alejandro III, apoyado a su vez por la mayoría de los obispos ingleses.
En mayo de 1166 murió Guillermo I de Sicilia. Las luchas por la sucesión entre las diferentes facciones normandas paralizaron el reino, por lo que Alejandro III no podía contar con su ayuda. Federico aprovechó la situación para comenzar su cuarta campaña italiana. Esta campaña había sido preparada en marzo de 1166 en una dieta en Ulm, donde, gracias a la resolución de la disputa de Tubinga, se había comprometido a la mayoría de los grandes para que lo acompañaran a Italia. Rainaldo de Dassel y el arzobispo Cristian de Maguncia se dirigieron por el occidente de Italia contra Roma, mientras que Barbarroja sitiaba y finalmente tomaba Ancona para dirigirse hacia Apulia. Después avanzó igualmente hacia Roma, que conquistó en julio de 1167. Pascual coronó a la emperatriz en la basílica de San Pedro. Alejandro III huyó disfrazado de peregrino hacia Benevento.
Estando la situación así, se extendió una grave enfermedad entre las tropas (posiblemente malaria), de la que fueron víctimas personalidades importantes, como Federico de Rotemburgo, duque de Suabia e hijo del rey Conrado, y Güelfo VII. Federico pudo volver a Alemania con tan solo restos de su ejército.
Las ciudades del norte de Italia se aprovecharon de la derrota del emperador. Ya en 1167 se habían aliado en la Liga Lombarda, fiel al papa Alejandro III y que era apoyada de forma masiva por Bizancio y los normandos.
En Alemania, la derrota de 1167 tuvo como consecuencia que Barbarroja asumiera el poder en numerosos territorios de los fallecidos, sobre todo en los territorios ducales de los Hohenstaufen en la alta Suabia. De esta manera surgió un cinturón de territorios pertenecientes a los Hohenstaufen y al emperador que separaba los territorios Güelfos de los territorios de los Zähringer. Federico ya había empleado una política similar en la región del Rin medio y el Mosela para aumentar su influencia, dando los condados de la zona a una rama lateral de los Hohenstaufen. Usaba de forma acertada la rivalidad entre los arzobispados de Tréveris y Maguncia y el empleo habilidoso de las tierras del emperador en el área. De esta época procede asimismo la llamada Libertad Áurea entregada al obispado de Wurzburgo, por el que el obispo obtenía el título y los poderes de un duque, pero el territorio no se convirtió en ducado.

#### Reconciliación con el papa y las comunas
En esta situación, Barbarroja reforzó sus negociaciones con Alejandro. No obstante, tras la muerte de Pascual III en otoño de 1168 se eligió a otro antipapa, Calixto III. Mientras Barbarroja se prepara para un acuerdo con Alejandro: en la Pascua de 1169, su segundo hijo, Enrique, fue nombrado sucesor a la corona del Imperio. Es de suponer que Enrique debía reconocer a Alejandro, en tanto que Federico mantenía su posición y conseguía así un acuerdo cuando el trono cambiase de manos. Además, Federico intentó ganar a la corte inglesa y la francesa para mediar entre Alejandro y él. Los intentos de mediación de Eberhard de Bamberg y de los abades del Císter y Cluny (conferencia de Veroli de 1170) fueron inútiles: ni Federico aceptaba la legitimidad de Alejandro III ni este estaba dispuesto a abandonar a las ciudades lombardas a su suerte.
Para complicar más las cosas, Barbarroja seguía manteniendo la confrontación. En una queja de marzo de 1172, echó en cara a la Liga Lombarda y a los seguidores de Alejandro el querer entregar la corona imperial romana a Bizancio, lo que le sirvió de excusa para la quinta campaña italiana. La quinta campaña no se dirigió contra Roma, sino contra las ciudades del norte de Italia. Empero, esta vez el número de las tropas no fue suficiente para obtener victorias militares efectivas. El asedio a Alessandria no tuvo éxito. En 1175 hubo negociaciones en Montebello, que culminaron con un tratado de paz entre el emperador y la Liga Lombarda. Las ciudades se sometieron nominalmente, pero las decisiones se tomaban ante una comisión arbitral paritaria. Dicho acuerdo no fue duradero, ya que Barbarroja exigía la destrucción de Alessandria y las ciudades lombardas insistían en que se incluyera al papa en las negociaciones.

#### La batalla de Legnano
En otoño de 1175 Federico reclamó tropas frescas desde Alemania. Sobre todo Enrique el León, como príncipe y señor de la cercana Baviera, se negó a enviar tropas. Había puesto como condición en Chiavenna que se le entregara Goslar con las ricas minas de plata. En la batalla de Legnano, el 29 de mayo de 1176, el emperador sufrió una humillante derrota a manos de las milicias comunales noritalianas. Federico tuvo que firmar la paz y aceptar la autonomía de facto de las ciudades.
Por mediación de los monjes cistercienses, Barbarroja mandó en otoño de 1176 una legación a Alejandro III, que debía negociar la paz en Anagni. Sin embargo, el papa solo quería un acuerdo entre todas las partes afectadas, que, además de la Liga Lombarda, incluía a las restantes ciudades italianas, Sicilia y Bizancio. La exigencia de la participación de Bizancio fue pronto olvidada, después de que Manuel I de Bizancio fuera derrotado en 1176 por los musulmanes y se encontrara, por lo tanto, debilitado y fuera de poca utilidad para Alejandro. Al final de las negociaciones todavía estaba abierto el asunto del reconocimiento mutuo del papa y el emperador, es decir, la revocación del Juramento de Wurzburgo y de la proscripción de Barbarroja. El emperador aceptó retirarse de los territorios reclamados por el papa y devolver otros en Toscana. Alejandro III aceptó mantener las ordenaciones realizadas por obispos cismáticos.
Estos acuerdos no incluían ni las ciudades ni Sicilia. Con estas partes se continuó la negociación en Chioggia. Durante las negociaciones, el emperador consiguió que el papa renunciara a algunos de los territorios del tratado de Agnani. Así, el emperador mantendría 15 años el usufructo los territorios en la Toscana y la pertenencia de tierras al papa debería ser decidida individualmente por un comité arbitral. En compensación, Federico I prometió mantener la paz 6 años con la Liga Lombarda y 15 con Sicilia. En Venecia, en 1177, emperador y papa se encontraron personalmente para firmar la llamada Paz de Venecia.
La paz tuvo como consecuencia política la confirmación de la separación entre el territorio italiano y alemán del Imperio. La cuestión sobre quién tenía más autoridad, el papa o el emperador, quedó sin aclarar, pero el papa salió reforzado y el emperador debilitado del enfrentamiento. Sobre todo, la pretensión imperial de obtener el dominio sobre Roma fue prácticamente abandonada de facto.
Tras vencer el plazo dado en la tregua de Venecia, Barbarroja y la Liga Lombarda firmaron en 1183 la Paz de Constanza. El emperador tuvo que renunciar a muchas exigencias, pero a cambio pudo anclar la Liga firmemente en las estructuras del Imperio. La Liga se convirtió en una especie de comunidad de intereses de las ciudades del norte de Italia legitimada por el emperador. En la Paz de Constanza se convirtieron las regalías en pagos regulares, y las ciudades obtuvieron el derecho a elegir a sus propios cónsules, aunque debían ser confirmados por el emperador cada cinco años. En los años siguientes a la paz, la Toscana comenzó a convertirse en el nuevo centro de poder de Italia.
A finales de enero de 1186, durante la sexta y última campaña italiana del emperador, el hijo de Barbarroja, Enrique VI, se casó en Milán con Constanza, tía de Guillermo II de Sicilia. Los normandos esperaban que este matrimonio les diera una paz duradera con el emperador y un reconocimiento de su reino, mientras que Federico especulaba con que el reino pasara a su casa por herencia, ya que Guillermo II no tenía hijos. Tras la boda siguió una coronación de Enrique, muy similar a la coronación imperial. Esto debía permitirle reclamar la herencia siciliana por su cuenta y no solo como marido de Constanza. Barbarroja había exigido anteriormente varias veces al papa Lucio III la coronación como emperador de Enrique estando él todavía vivo. En 1188, Clemente III coronaba a Enrique VI como emperador.

### El proceso contra Enrique el León
En los últimos años de Federico, las relaciones entre él y su primo güelfo Enrique el León empeoraron progresivamente. Un paso importante en la degradación de la relación fue la negación de Enrique a enviar tropas a la quinta campaña italiana. Además Enrique realizó un contrato de herencia con Güelfo VI en 1175 o 1176, que debía asegurarle las posesiones italianas de su tío. En 1178 Barbarroja le compró a Güelfo VI sus territorios al norte de los Alpes y se los entregó seguidamente como feudos.
En enero de 1179, el emperador acusó a Enrique en la dieta de Worms de diversos delitos. Enrique elevó inmediatamente una contraacusación, en la que acusaba al arzobispo de Colonia, aliado de Barbarroja, de haber asolado las tierras cercanas a Hamelín. Formalmente la disputa era entre Enrique el León y el arzobispo de Colonia. No se llegó a una negociación efectiva, ya que El León no acudió a ninguna de las audiencias. Tras una primera advertencia en junio de 1179, en enero de 1180, en Wurzburgo, y frente a una reunión de príncipes, Enrique fue proscrito (Reichsacht). Como consecuencia se le retiraron todos sus feudos. El señorío de Enrique fue dividido: las tierras del norte de Alemania fueron divididas en 1180 en los ducado de Westfalia, que fue a parar al arzobispo de Colonia Felipe I de Heinsberg, y Sajonia, que fue a parar a Bernardo de Anhalt, de la casa de Ascania. En septiembre de 1180, Barbarroja nombró a Otón de Wittelsbach como duque de Baviera.
Enrique el León se opuso a la sentencia con medios militares, por lo que se llegó a una campaña militar en contra suya. Tuvo que someterse al emperador en noviembre de 1181, después de que la nobleza sajona y los aliados eslavos y daneses le abandonasen y la ciudad de Lübeck hubiese abierto las puertas al emperador. A finales de 1181 fue condenado de nuevo en la dieta de Erfurt por el emperador a 3 años de destierro, condena suave obtenida probablemente gracias a la presión de la nobleza.
A lo más tardar con la toma de Westfalia, Felipe de Heinsberg se convirtió en un problema para Barbarroja, ya que era el señor más poderoso de la mitad norte de Alemania. Es incluso posible que el arzobispo fuera la fuerza detrás del proceso contra Enrique el León. Ya en 1165 había intentado Barbarroja recortar el poder de Felipe. El apoyo a diferentes señores en el sur de los Países Bajos y en la zona del Mosela y el Mosa, además de las ciudades de Aquisgrán y Duisburgo, no habían servido realmente para ese fin. Así se muestra la debilidad estructural de la política de Barbarroja en Alemania: no fue el emperador el que se aprovechó de la caída de Enrique el León, sino diversos señores feudales.
En 1184 Barbarroja firmó una alianza con Felipe I de Flandes contra el rey de Francia Felipe II, en la que también participaba Enrique II de Inglaterra. El hijo de Barbarroja, Enrique VI, debía atacar a Francia, pero el movimiento de tropas tuvo que ser abortado cuando Balduino V de Hennegau se negó a que las tropas pasaran por sus tierras. Barbarroja evitó un enfrentamiento con Balduino, ya que lo necesitaba como contrapeso a Felipe de Heinsberg.
El arzobispo de Colonia, apoyado por el papa Urbano III, aprovechó la situación para oponerse a Barbarroja, sobre todo en el tema de la sucesión por herencia del título de emperador. El emperador, por el contrario, volvió a colocar a su hijo como regente de Italia en 1186 para concentrarse en Alemania. En noviembre de 1186, la mayoría de los obispos alemanes se adhirieron al emperador, lo que representó una derrota para el papa y el arzobispo de Colonia. Tras conseguir todavía en 1187 arruinar una alianza del emperador con los franceses contra el rey de Inglaterra, tuvo que someterse al emperador en marzo de 1188, en la dieta de Maguncia.

### Cruzada y muerte
En la dieta de Maguncia también se decidió realizar una cruzada. En 1189 Federico partió, junto con Felipe II de Francia y Ricardo I de Inglaterra, a la Tercera Cruzada. Con ocasión de esta cruzada, parece que Federico I Barbarroja concedió el derecho de comercio y el privilegio de ciudad a un asentamiento comercial con mercado en la orilla occidental del río Alster, que había pertenecido anteriormente al duque Adolfo III de Schauenburg y Holstein. Este diploma es considerado como la fundación de Hamburgo, aunque la autenticidad del documento está en duda.
La regencia del reino fue ocupada por su hijo, Enrique VI. Además, Federico había desafiado en una carta del 26 de mayo de 1188 a Saladino de Egipto a una justa entre los dos en la llanura egipcia de Zoan y había propuesto el 1 de noviembre de 1189 como fecha. De esta manera, Federico partió con sus ejércitos con rumbo a Tierra Santa por vía terrestre. Como era de costumbre en las cruzadas hicieron una parada en el Reino de Hungría, que por lo general recibía a los soldados cristianos, aunque en repetidas ocasiones los cruzados atacaron y robaron muchas ciudades húngaras forzando a los reyes a repelerlos. En esta oportunidad Federico fue recibido por el rey Bela III de Hungría (1148-1196), quien mantenía una relación neutral con sus vecinos Occidentales. Ante la llegada de Federico, el hermano menor del rey Bela, el príncipe real Geza (1151-1210) acudió ante la presencia del monarca germánico y le rindió respetos como muchos otros nobles húngaros. Sin embargo, ante la tensa situación existente entre los dos hermanos, ya que Geza, había intentado apoderarse de la corona húngara apoyado por su propia madre la reina Eufrosina de Kiev, el emperador germánico le pidió al príncipe que lo acompañase en su viaje a enfrentar a Saladino y a los musulmanes. Tanto Geza como el rey Bela aceptaron, y de inmediato partió el príncipe con un ejército de 2000 soldados húngaros escoltando al emperador germánico, continuando juntos su viaje a tierras musulmanas.
Tras dos batallas exitosas contra los musulmanes, una de ellas su última batalla, la Batalla de Iconium, Federico I se ahogó en el río Saleph en Anatolia en junio de 1190, antes de que pudiera encontrarse con Saladino, ya que tenía su armadura puesta y esta le hizo peso. Hay varios relatos diferentes sobre este suceso: Las circunstancias exactas de su muerte no están claras: una parte cuenta que, acalorado tras cabalgar, quiso refrescarse con un baño; otros relatan que fue tirado de la silla por el caballo cuando estaba atravesando el río y que el peso de su armadura lo hundió o que intentó cruzar por el río para evitar así cruzar por un puente lleno de gente. Se especula que, siendo un hombre de casi setenta años y teniendo en cuenta el calor que hacía, sufrió un infarto en el agua helada de un río que viene de las montañas.
Su hijo Federico VI de Suabia continuó con un pequeño ejército para enterrar a Barbarroja en Jerusalén. El intento de conservarlo en vinagre fracasó, así que la carne del emperador fue enterrada en la iglesia de San Pedro en Antioquía, sus huesos en la catedral de Tiro y el corazón y las entrañas en Tarso.

## Programa imperial y pensamiento
La fuente más importante para la comprensión del pensamiento de Barbarroja y su visión del Imperio en los primeros años de reinado se encuentran en el Gesta Friderici del obispo Otón de Freising. En el texto, el motivo de la defensa contra una decadencia del Imperio (sobre todo en vista de la práctica pérdida de autoridad sobre la Italia del norte) y la reconciliación entre Imperio y Papado toman un carácter central. Federico es presentado en la Gesta como el que trae la paz y la curación tras la Querella de las Investiduras. Un tercer motivo será la fidelidad de los Hohenstaufen con los Salios, por lo que, al contrario que los príncipes enemigos de los salios, fueron premiados con la corona real e imperial.
De la candidatura al trono de Federico se infiere la intención de basarse en la teoría de las dos espadas, reviviendo los privilegios de la Iglesia y el honor del Imperio (honor imperii). Sin embargo, con esta formulación retoma un texto de Justiniano I, que ya había empleado Conrado III. Barbarroja también fue el primer emperador medieval que retomó el Corpus iuris civilis del Imperio romano para reclamar sus derechos sobre el norte de Italia, pero con poco éxito. De la insistencia de Barbarroja en recuperar sus derechos señoriales sobre el norte de Italia se infiere su intención política inicial de mantener una buena relación entre Imperio (Imperium) e Iglesia (Sacerdotium): Barbarroja esperaba, con ayuda del papa, recuperar para el Imperio más fácilmente los territorios Italianos que de facto se habían hecho autónomos.
La primera expresión del equilibrio de intereses entre Imperio e Iglesia fue el Tratado de Constanza. Pero ya en el Tratado de Benevento se introdujo la idea de dos reinos, terrenal y espiritual, con los mismos derechos. Con él, Barbarroja veía a la ciudad de Roma como grupo de poder terrenal, así como, en compensación, el papa veía a los reyes sicilianos como un poder protector alternativo. Barbarroja consideró más y más al pueblo romano y el reconocimiento por estos como una justificación de su cetro imperial, con lo que entraba en conflicto con el papado, que solo reconocía la coronación por el papa. También se puede entender como respuesta a las crecientes tensiones con el papado la creación del término sacrum imperium en la cancillería de los Hohenstaufen en 1157.
El señorío de Barbarroja fue atacado principalmente desde dos frentes: desde el papado, sobre todo bajo Alejandro III, que reclamaba para sí la preeminencia sobre el poder terrenal y rechazaba que el emperador tuviera cualquier tipo de autoridad espiritual, y desde otros príncipes temporales que reclamaban, por lo menos en su territorio, un poder independiente del emperador. Esto último era cierto sobre todo para el rey de Francia.
La reivindicación del gobierno universal por Barbarroja, es y fue un tema polémico, discutido tanto en su tiempo como por historiadores modernos. Más que su intento de incluir el reino de Sicilia dentro del Imperio, es el intento de extender su poder hasta Roma lo que transmite la idea de que Federico intentaba extender su autoridad a todo el mundo cristiano.
Un elemento importante de la idea de sí mismo de Barbarroja fue la constante apelación a Carlomagno, que se expresó entre otras cosas en la canonización en 1165. Con ello intentaba oponerse a la consolidación de Francia como reino independiente y así oponerse a las ambiciones del emperador de Bizancio de convertirse en señor de la cristiandad. La apelación a Carlomagno fue reforzada con una genealogía que relacionaba a los Hohenstaufer con los Salios. Esto permitía a Barbarroja reclamar la herencia de la corona real e imperial, con lo que los demás elementos de la autoridad imperial (coronación por el papa, gobierno de la ciudad de Roma, protección de la Iglesia) serían de segunda importancia, incluido el papel del papa. También la cruzada de Barbarroja se puede entender como una apelación al modelo de Carlomagno y su dimensión como luchador contra los infieles.
Hacia el interior, en lo que respecta a la estructura feudal del Imperio, Federico I opinaba que la autoridad real e imperial era la suprema. El emperador mismo debía ser por lo tanto el único punto de partida de la autoridad señorial, a la que se debía referir en última instancia toda la pirámide feudal. La división de Baviera y la desposesión de Enrique el León son ejemplos de esta exigencia de poder absoluto.

## Descendencia
Primer matrimonio: Federico I se casó con Adelaida de Vohburg. Matrimonio anulado.
Segundo matrimonio: Federico I se casó con Beatriz de Borgoña.
1. Beatriz (* hacia 1162; † antes de comienzos de 1174), enterrada en el monasterio de Lorch. Comprometida con el rey Guillermo II de Sicilia, falleció antes de que pudiera realizarse la boda.
2. Federico (* 16 de julio de 1164 en Pavía; † 28 de noviembre de 1170), 1167 duque de Suabia como Federico V de Suabia, enterrado en el monasterio de Lorch.
3. Enrique VI (* 1165; † 1197), rey de Alemania y emperador, rey de Sicilia, ∞ Constanza I de Sicilia (* 1154; † 1198), hija del rey Rogelio II de Sicilia.
4. Conrado (* 1167; † 1191), duque de Suabia como Federico VI de Suabia al morir su hermano mayor, tomando además su nombre.
5. Hija [posiblemente llamada Gisela] (* octubre/noviembre de 1168; † finales de 1184).
6. Otón (* 1170; † 1200), conde de Borgoña, ∞ Margarita de Blois († 1230), condesa de Borgoña, condesa de Blois.
7. Conrado (* 1172; † 1196), duque de Suabia.
8. Reinaldo (* hacia octubre/noviembre de 1173; † niño), enterrado en el monasterio de Lorch.
9. Guillermo (* hacia junio/julio de 1176; † niño), enterrado en el monasterio de Lorch.
10. Felipe (* 1177; † 1208), duque de Suabia, rey de Alemania, ∞ 1197 Irene de Bizancio (* 1181; † 1208), hija del emperador bizantino Isaac II Ángelo.
11. Inés (* 1180; † 8 de octubre de 1184), enterrada en la catedral de Speyer. Comprometida con el rey Emerico de Hungría, falleció antes de que pudiera realizarse la boda.

## La imagen posterior de Barbarroja

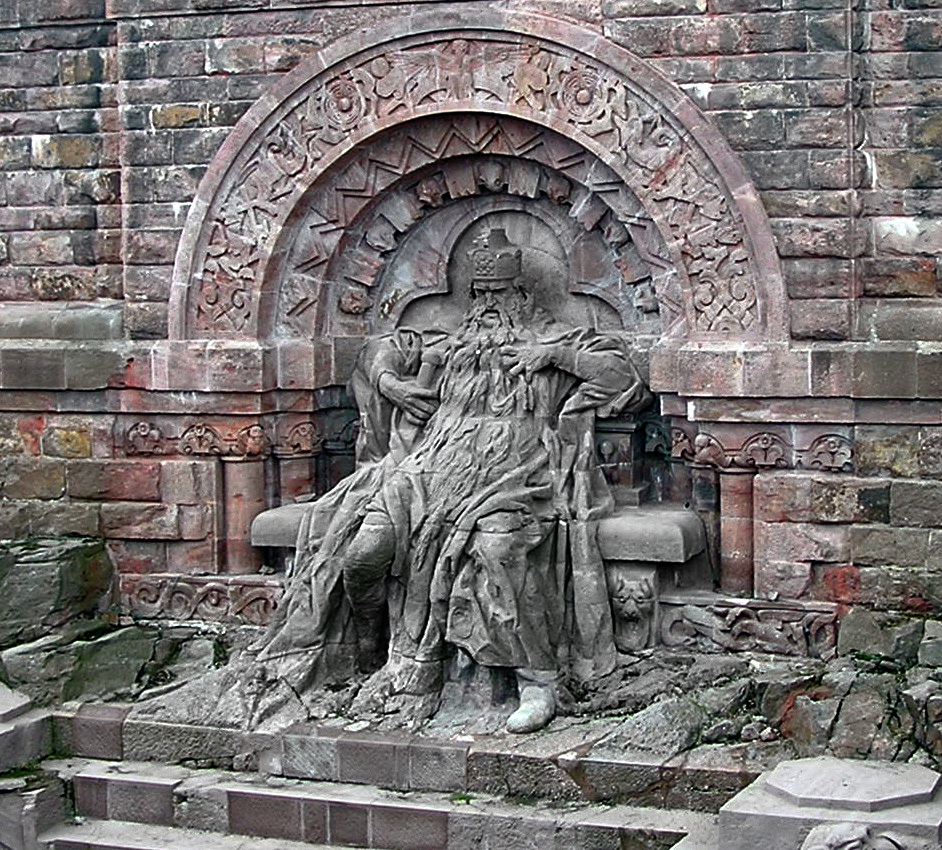
Escultura de Barbarroja en el monumento de Kyffhäuser en Turingia

### Historiografía
En la cultura oral de la Baja Edad Media y en los comienzos de la historiografía a principios de la Edad Moderna, Barbarroja quedaba en segundo plano frente a su nieto Federico II Hohenstaufen. En el siglo XVI, Federico I fue redescubierto por los historiadores alemanes, sin duda dentro de una primera formación del sentido nacional alemán: su significado para la parte alemana del Imperio fue destacado, su intervención en Italia ignorada, o en un sentido protestante, interpretada exclusivamente como un enfrentamiento con el papa.
En el siglo XVIII, comenzaron a formarse dos interpretaciones del reinado de Barbarroja que impregnan la discusión sobre el emperador desde entonces:
- En la primera, iniciada por Gottfried Wilhelm Leibniz y seguida por muchos otros historiadores nacionales alemanes del siglo XIX, Barbarroja aparece como el mayor de los emperadores del Sacro Imperio en la Edad Media y su época como cumbre de la historia alemana, a la que siguió la decadencia. Como base para esta afirmación estaría hasta cierto punto el Gesta Friderici, en el que Otón de Freising hizo propaganda para su sobrinastro. Historiadores recientes con una visión positiva de Federico (aunque no tanto como los de generaciones anteriores) son entre otros Alfred Haverkamp y Ferdinand Opll. A Federico se le alababa en la historiografía más antigua sobre todo por intentar, sin intereses particulares, reinstaurar los derechos del Imperio y el poder del emperador, además de luchar contra el poder de la Iglesia y de la nobleza (aunque, sobre todo en los primeros años, colaborara estrechamente con ellos). También habría alcanzado un habilidoso equilibrio de poderes entre el poder central y la nobleza, que hubiera permitido una paz duradera entre emperador, papa y príncipes (formulado de esta forma por primera vez por Friedrich von Raumer, 1825).
- La segunda interpretación, que se formó ya en el siglo XVIII (posiblemente por primera vez con Samuel von Pufendorf y más tarde defendida sobre todo por Justus Möser), es representada, entre otros, en la actualidad por Hagen Keller y Geoffrey Barraclough. Estos autores ven su política italiana de forma más bien crítica. La actuación del emperador habría tenido como consecuencia un despilfarro de recursos en Italia, que no estarían en consonancia con lo alcanzado. Federico, además, habría impulsado efectos centrífugos, ya que entregó más poderes a los príncipes. Según esta corriente, Barbarroja habría podido alcanzar sus objetivos ya en los años 50 del siglo XII si hubiese actuado más en el sentido de las comunas y hubiese transigido con el papa. Sobre todo, pero no exclusivamente, los historiadores católicos interpretaron las actuaciones contra el papa y las ciudades-estado italianas como barbarie, en el que se atacó un sistema político avanzado. Esta interpretación de los primeros Hohenstaufen, al contrario de la dada para Federico II, fue mantenida también por la historiografía nacional italiana del siglo XIX.

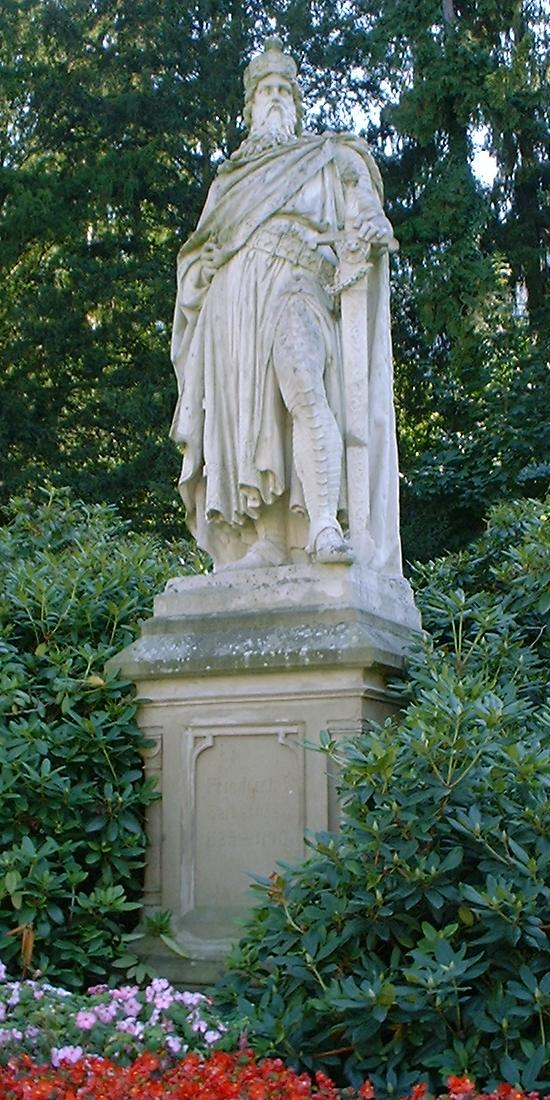
Monumento a Barbarroja en Sinzig

Tras la Revolución de 1848 los estudios sobre Barbarroja sufrieron un impulso, aunque en la corriente que le daba una interpretación positiva. A partir de este momento desplaza por completo a Federico II del estudio historiográfico. Barbarroja es venerado como unificador del reino Alemán bajo un poder central fuerte, lo que llevó sobre todo a los historiadores prusianos (a destacar Johann Gustav Droysen) a situar a los Hohenzollern en la tradición de Barbarroja. Esta imagen positiva de Barbarroja y de los Hohenstaufen solo fue prudentemente relativizada entre las dos guerras mundiales, a la vez que comenzaba a tener en cuenta de nuevo las obras anteriores críticas.
También existe una tradición interpretativa que precisamente toma la intervención de Barbarroja en Italia como explicación del impulso modernizador que recorrió todo el imperio bajo su reinado. Así, el intento de atar más estrechamente a Italia en el Imperio habría tenido como consecuencia la formulación exacta y la fijación por escrito de los derechos señoriales, además de hacer que los poderes se fijaran en el derecho romano. Esto conllevó a su vez que la justicia y el derecho se fijaran en todo el Imperio. Un proceso similar se podría señalar para la administración de los territorios reales y del Imperio, pero con la estricta administración de Sicilia como embrión.
Una corriente de investigación más reciente pone en duda que se pueda hablar de objetivos claros y permanentes en el reinado de Barbarroja, sobre todo teniendo en cuenta que su reinado fue tan largo y que hubo varios cambios básicos en las alianzas y los fines. Por ejemplo, Peter Munz representa este punto de vista y también pone en duda el significado de las tradiciones históricas de Federico. Defiende la tesis de que Barbarroja realizó una política genuinamente personal y variable.
Además de un efecto estabilizador sobre el poder central del Imperio, los historiadores además ven otros proceso de desintegración que fueron acelerados en el reinado de Federico. Entre otros, la separación de Austria de Baviera y la división de los ducados de Sajonia y Baviera habrían acelerado la desaparición de los antiguos ducados, lo que fueron los primeros pasos para la aparición de territorios independientes de su señor. En el proceso contra Enrique el León además se presenta un nuevo Derecho por encima de la nobleza: la nobleza se entiende cada vez más como un estado definido legalmente y menos como un título heredado.

### Sagas
En las creencias populares medievales, Barbarroja sigue viviendo hasta que el Reino lo necesite de nuevo. Según las versiones, seguiría viviendo en los monte Trifels, Kyffhäuser o el Untersberg. El motivo del emperador durmiente se atribuyó inicialmente a su nieto Federico II y solo más tarde a Barbarroja. El cuento Der Schmied von Jüterbog (El herrero de Jüterbog) retoma el tema.
Un busto de Barbarroja fue incluido en el Templo del Valhalla.

### Barbarroja en la literatura
Una representación informativa además de entretenida de Barbarroja se encuentra en la novela Baudolino de Umberto Eco. También una mínima mencionado en el libro de Vidas Imaginarias de Marcel Schwob, en su texto Frate Dolcino, hereje.